# لطیف تقدیری آذر
لطیف تقدیری آذر (متولد ۱۳۰۶، اردبیل) هنرمند قالی‌باف ایرانی است.

## زندگی
لطیف تقدیری آذر در سال ۱۳۰۶ در اردبیل متولدگردید. یادگیری قالی‌بافی رااز شش سالگی دراردبیل شروع کرد. او با پیوستن به کارگاه قالی‌بافی استاد صانعی‌فر از کودکی استعداد و نبوغ خود را شکوفا کرد. در سال ۱۳۲۲ جهت ادامهٔ فعالیت‌های فرش بافی به تهران مهاجرت نمود و از اساتیدی چون جمشید امینی استفاده نمود. امینی چون استعداد تقدیری آذر را مشاهده نمود او را جهت اشتغال در کارگاه گلیم و قالی‌بافی اداره هنرهای زیبای وزارت فرهنگ و هنر ۱۳۳۵ معرفی نمود. به جهت کارهای ارزشمندش او را به عنوان سرپرستی کارگاه گلیم و قالی‌بافی از سال ۱۳۴۹ معرفی نمودند.
وی از پیشتازان و استادان تاپستری یا گلیم‌های تصویری (گوبلن‌های بدون نقشه) در جهان است.
استاد تقدیری آذر پس از سال‌ها فعالیت در سال ۱۳۶۰ بازنشسته گردید. اشتغال به آموزش، بافت و مرمت قالی از کارهای او در دوران بازنشستگی می‌باشد.

## جوایز و افتخارات
- دریافت نشان درجه یک هنری در رشته هنری قالی و گلیم دیواری

## منبع
- «لطیف تقدیری آذر». پایگاه اطلاع‌رسانی بنیاد ایران‌شناسی. دریافت‌شده در ۱۵ فوریه ۲۰۰۹.[پیوند مرده]